# Jahreszeitenklima
Als Jahreszeitenklima wird das Klima derjenigen Klimazonen bezeichnet, in denen sich im Jahresverlauf deutlich warme und kalte Jahreszeiten voneinander unterscheiden lassen. Die Schwankungen der mittleren Monatstemperaturen innerhalb eines Jahres sind höher als die Schwankung zwischen dem Tageshöchstwert und dem nächtlichen Tiefstwert eines Tages. Die Jahreszeiten entstehen dadurch, dass der Einstrahlungswinkel der Sonnenstrahlen im Laufe des Jahres variiert.
Die Klimazonen, die von Jahreszeitenklimata geprägt werden (Polargebiete, Gemäßigtes Klima, Subtropen), werden zusammenfassend als Außertropen oder Ektropen bezeichnet. Das gegenteilige Phänomen herrscht in den Tropen und wird als Tageszeitenklima bezeichnet.

## Entstehung des Jahreszeitenklimas

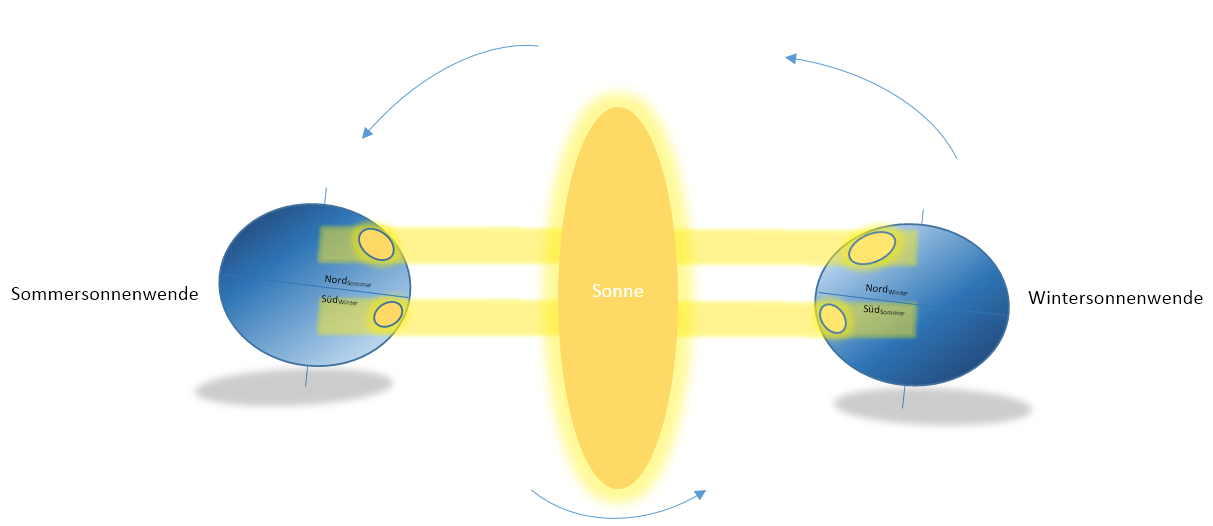

Die jahreszeitabhängigen Temperaturveränderungen lassen sich auf den gleichbleibenden Neigungswinkel der Erdachse während eines Umlaufs der Erde um die Sonne zurückführen. Ein Neigungswinkel der Erdachse von 0° würde keine Jahreszeiten verursachen. Je größer jedoch die Neigung ausfällt, desto stärkere Auswirkungen hat das auf die Verteilung der auf der Nordhemisphäre und Südhemisphäre auftreffenden Strahlungsenergie. 
Der Neigungswinkel der Rotationsachse der Erde beträgt 23,5°. Das wirkt sich darin aus, dass in höheren Breiten die Tage im Sommer erheblich länger sind als die Nächte und deshalb die Erdoberfläche pro Tag eine höhere Anzahl von Stunden Strahlungsenergie und Wärme aufnimmt als sie in der Nacht abgibt. Umgekehrt wird bei längeren Nächten und kürzeren Tagen länger und somit mehr Wärme in die Atmosphäre abgegeben als am Tag aufgenommen (siehe Tageslängen).
Dass die Jahresmitteltemperaturen in den hohen Breiten deutlich niedriger sind als in den Tropen und Subtropen, liegt daran, dass ein Strahlenpaket auf die polnahen Breiten in einem anderen Winkel auftrifft als auf die tropischen: Es bedient durch den geringen Einfallswinkel eine relativ große Fläche. Außerdem wird auf seinem schräg durch die Erdatmosphäre verlaufenden und deshalb relativ langen Weg mehr Energie von der Atmosphäre absorbiert. Aus beiden Gründen gelangt hier weniger Energie auf die Erdoberfläche. In der Zeit des Jahres, in der eine Hemisphäre durch die Erdachsenneigung der Sonne zugewandt ist, verkleinert sich die von einem Strahlenpaket zu versorgende Fläche und der Weg der Sonnenstrahlen durch die Atmosphäre verkürzt sich, so dass eine stärkere Erwärmung des Bodens erfolgen kann.  
Vergleichbar mit einer Heizung, die ein kleines Zimmer mit Wärmeenergie versorgt, bedient die gleiche Strahlungsmenge im Sommer der einen Hemisphäre eine relativ kleine Oberfläche, während auf der anderen Hemisphäre Winter ist und ein größeres Zimmer „bestrahlt“ werden muss – mit entsprechend geringerem Energieeintrag pro Fläche, während außerdem die lichten Tage auf der Winterseite der Erde kürzer sind als die Nächte und dadurch auch die Einstrahlungsdauer deutlich geringer ist.  
- Die Auswirkung der Erdachsenneigung ist in der polaren Zone besonders stark. An den Polen sind die Unterschiede der Tageslängen so extrem, dass die Sonne im Sommer ein halbes Jahr nicht untergeht (Polartag) und im Winter ein halbes Jahr nicht aufgeht (Polarnacht).
- In den subpolaren Breiten gliedern ein kurzer, relativ niederschlagsarmer Sommer sowie  ein trockener und langer Winter das Jahr.
- Mit zunehmender Annäherung an den Äquator untergliedern in den gemäßigten Breiten mildere Übergangsbereiche – Frühling und Herbst – das Jahr: Hier markiert die Äquinoktiallinie im Frühling und im Herbst das Datum der Tag-Nacht-Gleiche.
- In den Subtropen gibt es Regenzeiten und Trockenzeiten: Diese bilden eine „Verschärfung“ der jahreszeitlich bedingten Klimaverhältnisse: Es bilden sich extrem niederschlagsarme bis niederschlagsfreie sowie auch niederschlagsreichere Jahreszeiten aus.
- In den Tropen bildet sich die innertropische Konvergenzzone (ITC) als entscheidender Faktor mit erheblichem Einfluss auf die Klimazonierung und die globale, bzw. geozonale Ausprägung des Jahreszeitenklimas. Am Äquator entstehen aus genannten Gründen keine Jahreszeiten: Der Neigungswinkel hat hier den geringsten Effekt. Tag und Nacht sind immer entweder genau oder fast gleich lang und der Einstrahlungwinkel ist steil, sodass die Sonne ganzjährig sehr schnell untergeht und nach Ablauf der Nacht sehr schnell wieder aufgeht (sehr kurze Dämmerung). So haben nur die Tageszeiten einen Effekt auf die Entwicklung der Temperaturen und der Luftfeuchtigkeit: Die Tagestemperaturamplitude bleibt ganzjährig gleich (Tageszeitenklima). Außerdem bildet sich meist eine sekundäre ITC, so dass keine oder nur sehr kurze Trockenzeiten auftreten (immerfeuchte Tropen).

Mit zunehmender Entfernung vom Äquator wächst die Differenz der Tageslängen bis hin zu Polarnacht und Polartag in den Polarregionen.